# Nissan Kix

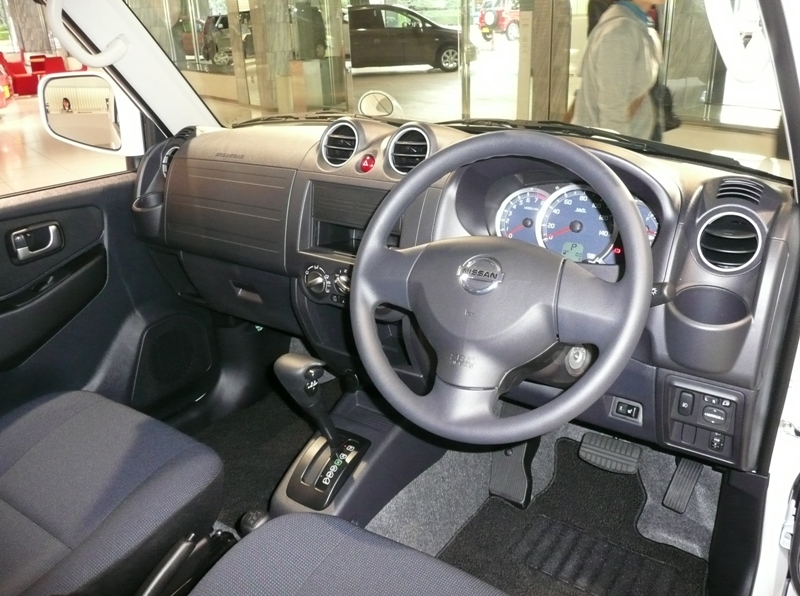
L'habitacle du Nissan Kix.

Le Nissan Kix est un tout petit 4x4 appartenant au Japon à la catégorie des k-car (keijidosha). Il est vendu au Japon par Nissan et est semblable au Mitsubishi Pajero Mini dont il est simplement la version rebadgée.
Le Kix est sorti fin 2008 et a été retiré du catalogue en 2012, faute de clients.

## Motorisation
Le Nissan Kix est motorisé par un moteur 4 cylindres de 659 cm³, cylindrée règlementaire pour appartenir à la catégorie keijidosha au Japon. Équipé d'un turbo, ce moteur développe 64 ch et s'associe à une boîte manuelle 5 vitesses ou automatique 4 vitesses. Le Kix est uniquement disponible en 4 roues motrices.

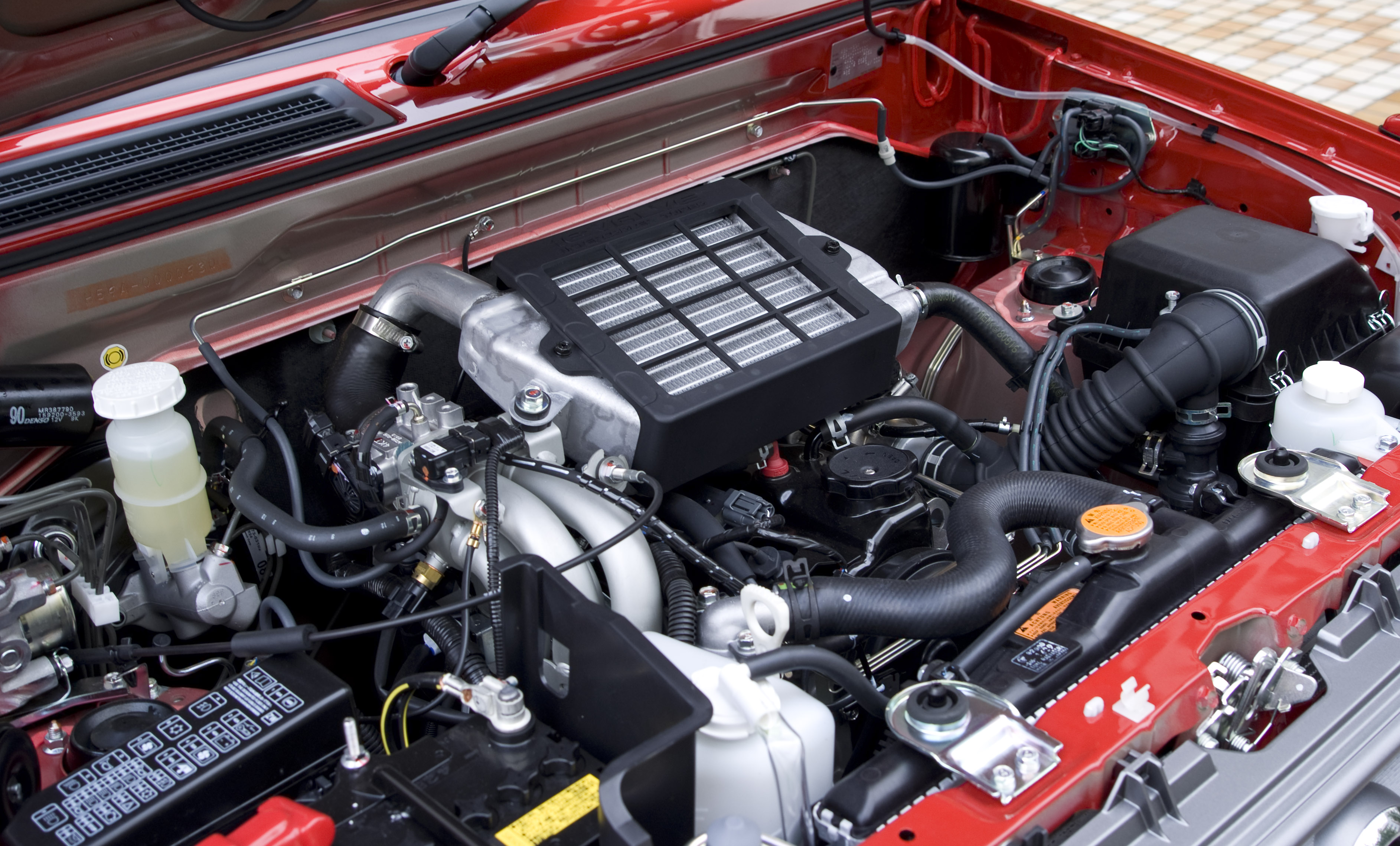
Le moteur 4 cylindres du Nissan Kix.